# Kevin Jepsen
Pour les articles homonymes, voir Jepsen.
Kevin Martin Jepsen (né le 26 juillet 1984 à Anaheim, Californie, États-Unis) est un ancien lanceur de relève droitier de la Ligue majeure de baseball. 
Il remporte la médaille de bronze aux Jeux olympiques de 2008 à Pékin avec l'équipe des États-Unis.

## Biographie

### Angels de Los Angeles
Kevin Jepsen est repêché le 4 juin 2002, par les Angels de Los Angeles d'Anaheim au deuxième tour de sélection. 
Encore joueur de Ligues mineures, il est sélectionné en équipe des États-Unis pour participer en 2008 aux Jeux olympiques à Beijing. Il remporte la médaille de bronze avec Team USA.
Il débute en Ligue majeure le 6 septembre 2008.

### Rays de Tampa Bay
Le 16 décembre 2014, les Angels échangent Jepsen aux Rays de Tampa Bay contre le voltigeur Matt Joyce.

### Twins du Minnesota
Le 31 juillet 2015, les Rays échangent Jepsen aux Twins du Minnesota contre les lanceurs droitiers des ligues mineures Chih-Wei Hu et Alexis Tapia.

## Statistiques
| Saison | Équipe    | G   | GS | CG | SHO | V | D | SV | IP    | SO  | ERA  |
| ------ | --------- | --- | -- | -- | --- | - | - | -- | ----- | --- | ---- |
| 2008   | LA Angels | 9   | 0  | 0  | 0   | 0 | 1 | 0  | 8.1   | 7   | 4,32 |
| 2009   | LA Angels | 54  | 0  | 0  | 0   | 6 | 4 | 1  | 54.2  | 48  | 4,94 |
| 2010   | LA Angels | 68  | 0  | 0  | 0   | 2 | 4 | 0  | 59.0  | 61  | 3,97 |
| Totaux | Totaux    | 131 | 0  | 0  | 0   | 8 | 9 | 1  | 122.0 | 116 | 4,43 |

| Saison | Équipe    | G | GS | CG | SHO | V | D | SV | IP  | SO | ERA  |
| ------ | --------- | - | -- | -- | --- | - | - | -- | --- | -- | ---- |
| 2009   | LA Angels | 5 | 0  | 0  | 0   | 0 | 1 | 0  | 5.0 | 3  | 3,60 |
| Totaux | Totaux    | 5 | 0  | 0  | 0   | 0 | 1 | 0  | 5.0 | 3  | 3,60 |

Note: G = Matches joués ; GS = Matches comme lanceur partant ; CG = Matches complets ; SHO = Blanchissages ; 
V = Victoires ; D = Défaites ; SV = Sauvetages ; IP = Manches lancées ; SO = retraits sur des prises ; ERA = Moyenne de points mérités.